# シルヴァンテイル
『シルヴァンテイル』は、セガ・エンタープライゼス（後の株式会社セガ）から発売されたゲームソフト。ジャンルはアクションRPGで、視点はトップビュー。ファーストバージョン（原典）はゲームギア用ゲームソフトとして、1995年1月27日にリリースされた。

## 概要
異世界から召喚された主人公「ゼッツ」が、シルヴァラントの『草の国』『花の国』『森の国』の3つを巡りながら、シルヴァラントを支配する3体の侵略者率いる悪の軍勢を倒し、緑豊かなシルヴァラントを取り戻すという物語である。
最大の特徴は『シード』と呼ばれるアイテムである。通常時は剣の形態をしており、主人公・ゼッツの武器として用いられるが、シルヴァラントに点在している石版の力を得る事により、5種類の動物の姿を模した獣人形態に変身する事が出来る。変身中はシードを剣として使う事が出来ないため攻撃力は低下するが、それぞれの姿に応じた特殊能力を得る事が出来る。ストーリーは、人型と獣人形態を使い分けながら、各地の迷宮を転戦する事で進行する。
シナリオを照井啓司、グラフィックとパッケージイラストを中村哲也が担当している。
リリース後、他の汎用的なゲーム機への移植は長らくされていなかったが、2020年10月6日にセガ自ら発売するゲームギアの復刻ゲーム機「ゲームギアミクロ」（の一つ「ブルー」）に収録される予定。 

## シード
1ボタンで特殊行動、2ボタンで攻撃。通常形態のみ攻撃時に必殺技が存在する。タートルは1ボタンを押しっぱなしにする事でその場に留まってガード状態を維持しつつ攻撃のタイミングをずらす事が可能。バードは2ボタンで空を飛ぶため攻撃が存在しない上、1ボタンを使った特殊行動も存在しない。ちなみに、モール以外の2ボタンを使った攻撃には切り替え式のスイッチのON/OFFの切り替えを行う効果がある。
- 通常形態：上述の通り、シードは普段は剣の形をしている。ゼッツは人間の姿のまま戦う為、障害物を押したり引いたり出来る他、ダッシュも可能。ダッシュの速度はマウスに次いで速い。最初に訪れる『炎の迷宮』クリア後に高速の連続突き『百烈斬り』を、終盤には『溜め斬り』を使えるようになる。前者は連続でダメージを与える事が可能で、後者は溜めが必要なものの、一撃の攻撃力が高い。また、前者は木の葉や蔦で覆われた扉を開くのに使用、後者はとあるイベントで、仮面を砕かないと倒せない敵の仮面を砕くのに使用する。最も戦闘に適した形態で、文字通りの『基本』となる形態である。ちなみに、一部の例外を除き、村の住人との会話はこの形態でないと言葉が通じない。

- タートル：亀の獣人の姿になる。武器は使用しない。使用中は体が重くなり移動速度が著しく遅くなるが、逆にその重さを活かして仕掛けを解除する場所もある。防御に優れた形態で、2ボタンは甲羅に体を収納するガードで攻撃判定は発生せず、ガード中は他の行動が不可能。一切のダメージを受けないためボス戦で攻撃を無効化するのに有効だが、攻撃と攻撃の間隔が短い敵に使用すると、ガードを解いた瞬間にダメージを受ける。また、1ボタンは甲羅に体を収納した状態で突進する技で、こちらは攻撃判定がある。つまり、他の形態とは異なり、1ボタンと2ボタンの役割が他と異なる点に注意。なお、この突進は足場が針になっているトラップの突破に利用できるが、使用後に隙が発生する。

- モール：モグラの獣人の姿になる。武器は使用しない。防御力は普通だが、ダッシュと必殺技が無い分だけ移動速度と攻撃力は通常形態に劣る。鋭い爪でひびの入った扉や岩などを砕いたりする事が出来る。ちなみに、攻略上関係無い岩や金属の塊を砕く事も可能で、ランダムで回復アイテムが出現する事もある。また、場所によっては地面に穴を掘る『ドリルスピン』で下層に降りる事が出来る。また、この姿でなければ会話できないキャラクターもいる。後述の『バード』を入手する為には、ドリルスピンが必要不可欠。

- マウス：ネズミの獣人の姿になる。短剣を武器として使う。体が小型化する事で敵の攻撃に対する当たり判定が小さくなり、移動速度も最速。その速度は人間の姿の時のダッシュよりも早い。その反面、攻撃力と防御力は最低。体が小さくなる事で小さな穴を通り抜けられる他、体重が軽くなる事で加重式のスイッチを発動させない事が可能。他にも『マグネットパワー』という特殊行動が可能で、一定距離内の金属の塊を引き寄せたり、逆に自分が金属の塊へと引き寄せられる事で、通常の移動では通行できない場所を通り抜ける事が出来る。また、この姿でなければ会話できないキャラクターもいる。

- マーマン：人魚の姿になる。三叉槍（トライデント）を武器として使う。6形態のうち唯一水中を移動できる形態。ただし、水中での移動速度は決して速くなく、攻撃力・防御力も高くない為、水中の敵とはなるべく戦わない方が無難。特殊行動は水中に潜る事だが、潜れる場所は限られる。ちなみに、地上で変身すると無防備にのた打ち回り、コミカルな姿が見られる。この時、敵からのダメージは普通に受ける為、敵がいる場所では行わない方が良い。

- バード：鳥の獣人の姿になる。ハーピィに似た姿で、両腕が翼になっている。常時空を飛んでいるわけでなく、通常の移動は地上を歩く。2ボタンを連打しながら方向キーを動かす事で空を飛ぶ為、他の形態とは異なり、2ボタンを使った攻撃が不可能。また、1ボタンを使った特殊行動も存在しない。飛行中は敵の攻撃を一切受け付けない為、余計な戦闘を回避したい場合や、ボス戦で攻撃を避ける際に有効。ちなみに、ストーリーを進行する上では必要ではなく、隠しフォームとなっている。ゲーム中にヒントも存在しない為、普通にプレイしていると気付かずにクリアするプレイヤーが多い。

## キャラクター
- ゼッツ：本作の主人公。シードの力によって変身する事が出来る。
- ガルシア：ゼッツのライバル。その正体は謎に包まれている。
- アン：侵略者の一人で、草の国の大ボス。上半身が女性、下半身がスライム状の姿をしている。森の国で再戦する時は巨大な黒いスライムの姿をしている。
- ゴル：侵略者の一人で、花の国の大ボス。人格は男性で、蜘蛛を模した外見をしている。一定以上のダメージを受けると、巨大な蜘蛛の姿になる。
- モア：本作のラスボス。人格は男性で、マントに覆われた姿をしているが、一定以上のダメージを受けるとマントを取る。
- ルイ：この世界の女王で、故人。ゼッツを召喚したのは彼女である。実はゼッツの母親と思わせる描写があるものの、明言はされていない。

## 地名
- 草の国：物語序盤に訪れる国。ダンジョンとして、『炎の迷宮』『タートルの祭壇』『アンの迷宮』が存在する。なお、アンの迷宮の傍には、受けるダメージを半減させる『パンドラボックス』という箱が安置された洞窟がある。
- 花の国：物語中盤に訪れる国。ダンジョンとして、『湖の迷宮』『ジャングルの迷宮』『砂漠の迷宮』『滝の迷宮』『毒沼の迷宮』『ゴルの迷宮』がある。なお、『浮石』というアイテムを持っている状態で砂漠エリアのとある場所に行くと、バード形態が解放される。
- 森の国：物語終盤に訪れる国。ダンジョンとして、『封印された洞窟』『塔』がある。なお、どちらも正式名称ではなく、ダンジョンに入った時に名称が表示されない。また、封印された洞窟にはボスキャラクターが存在しないが、物語の進行上重要な場所で、謎解きとなる仕掛けもある為、性質的にはダンジョンと言える。

## アイテム
イベントアイテム以外の代表的なアイテムを記載する。同じアイテムを2つ以上同時に所持する事は不可能。ちなみに、イベントアイテム・回復アイテム共に、ストックされるアイテムは全て、使用アイテム欄にセットしないと使う事が出来ない。ちなみに、体力を回復している間は敵味方共に動きが止まる為、かなり安全に回復できる。
- 赤い木の実：苺のような形の木の実。体力を大幅に回復する。敵を倒しても入手するのが難しいが、モール族が棲む洞窟に行くと、無条件で渡してくれるモールがいる。ただし、ゼッツがモール形態になっていないと会話する事が出来ない。
- 青い木の実：葡萄のような形の木の実。事前に使用アイテム欄にセットしておく事で、体力がゼロになった時に体力満タンで自動復活する。ただし、事前に使用アイテム欄にセットする必要がある都合上、ダンジョン攻略中に使おうとすると、他のアイテムが使えず、先に進めない事がある。どちらかといえばボス戦用。敵を倒しても入手する事は不可能だが、とある村で発生するイベントをこなすと、民家で少女から無条件で貰える。この少女は人間の為、ゼッツが獣人形態だと会話が成立しない。
- 黄色い木の実：グレープフルーツのような形の木の実。シルヴァラント各地に存在するアイテム。他の木の実と違い、アイテムとしてストックされない。入手するとその場で体力の最大値が増加する。ダンジョン・フィールドの両方に存在しており、1度手に入れると同じ場所では入手できず、最大数も限られている。この実を1つでも多く入手しないと、敵との戦闘が辛いものになる。

- チェリー：正式名称ではないが、外見的にはさくらんぼの形をしている為、便宜上このように記載する。実が1つのものと2つのものが存在し、回復量が異なる。どちらも赤い木の実と比べると回復量は非常に少ないが、敵を倒したり岩を砕いたりする事でランダムで出現する為、赤い木の実を温存したい場合に役に立つ。黄色い木の実とは同様に、アイテムとしてストックされず、回復効果がその場で発動する為、体力が満タンのときに手に入れると無駄になる。
- パイナップル：正式名称ではないが、外見的には似た外見をしている為、便宜上このように記載する。チェリーと同様にストックできない回復アイテムで、赤い木の実よりは少ないものの、かなりの体力を回復してくれるが、その分だけ入手し辛い。